# Por siempre mi amor
Por siempre mi amor – meksykańska telenowela z 2013 roku. Wyprodukowany przez Ignacio Sada Montero dla Televisa. Jest to remake meksykańskiej telenoweli Mi segunda madre wyemitowany w 1989 roku.
Telenowela była emitowana w Meksyku przez Canal de las Estrellas od 7 października 2013 roku do 4 maja 2014 roku.

## Obsada
- Susana González - Isabel López Cerdán
- Guy Ecker - Arturo de la Riva
- Dominika Paleta - Sonia Arenas
- Thelma Madrigal - Aranza de la Riva Arenas
- Pablo Lyle - Esteban Córdova Gutiérrez
- Gabriela Platas - Andrea Gutiérrez
- Sofía Castro - Dafne
- Héctor Suárez Gomís - Fernando Córdova
- David Ostrosky - Gilberto Cervantes
- Luz María Zetina - Eugenia Arenas de de la Riva
- Humberto Elizondo - Don Osvaldo de la Riva
- Ana Martin - María „Tita” Escudero
- Macaria - Minerva Vda. de Gutiérrez
- Alejandro Ruiz - Bruno
- Tania Lizardo - Marianela
- Francisco Rubio - Gonzalo
- Carlos Bonavides - Padre Adalberto[1]
- Erick Díaz - Cristian
- Martha Julia - Gabriela
- Juan Verduzco - Dr. Elías Carranza
- Carlos Speitzer  - Ángel Córdova Gutiérrez
- Karyme Hernández - Aranza (niña)
- Valentina Hauzori - Ileana (niña)
- Federico Porras - Esteban (niño)
- Camila Peña - Dafne (niña)
- Silvia Lomelí
- Jade Faser
- Michelle Rodriguez - Linda
- Yessica Salazar - Marcela
- Emma Escalante - Lucrecia
- Sachi Tamashiro
- Dacia González
- Ricardo de Pascual - Gabino
- Isabel Martínez
- Julián Gil
- Elizabeth Dupeyrón
- Pilar Escalante
- Anaís